# Chi phí xã hội
Theo kinh tế học tân cổ điển, chi phí xã hội là tổng chi phí tư nhân phát sinh từ một giao dịch và chi phí bắt buộc cho người tiêu dùng thực hiện giao dịch tính phí hoặc không được bồi thường. Hay nói cách khác, chi phí xã hội là tổng chi phí tư nhân và chi phí ngoại lai. Định nghĩa này có thể được áp dụng cho bất cứ vấn đề kinh tế nào: ví dụ như, chi phí xã hội của CO2 đã được khai thác để hiểu rõ hơn chi phí cho phát thải khí CO2 để đề xuất các giải pháp như thuế carbon.
Chi phí tư nhân là chi phí trực tiếp mà nhà sản xuất dùng để sản xuất hàng hóa và dịch vụ. Chi phí xã hội bao gồm chi phí tư nhân và chi phí bổ sung (hay chi phí ngoại lai) liên quan đến việc sản xuất các loại hàng hóa mà thị trường tự do không tính đến. Tóm lại, khi người khởi xướng không thể gánh vác hậu quả cho hành động của mình, thì chúng ta sẽ có chi phí ngoại lai trong xã hội. Chúng ta có chi phí tư nhân khi người khởi xướng có thể chịu trách nhiệm cho các hoạt động của đại lý.